# پیترو بیانکی (ژیمناست)
پیترو بیانکی (ایتالیایی: Pietro Bianchi; ۵ مارس ۱۸۸۳ – ۱ ژوئیهٔ ۱۹۶۵) ژیمناست هنری اهل ایتالیا بود.